# افراد تراجنسیتی در ورزش

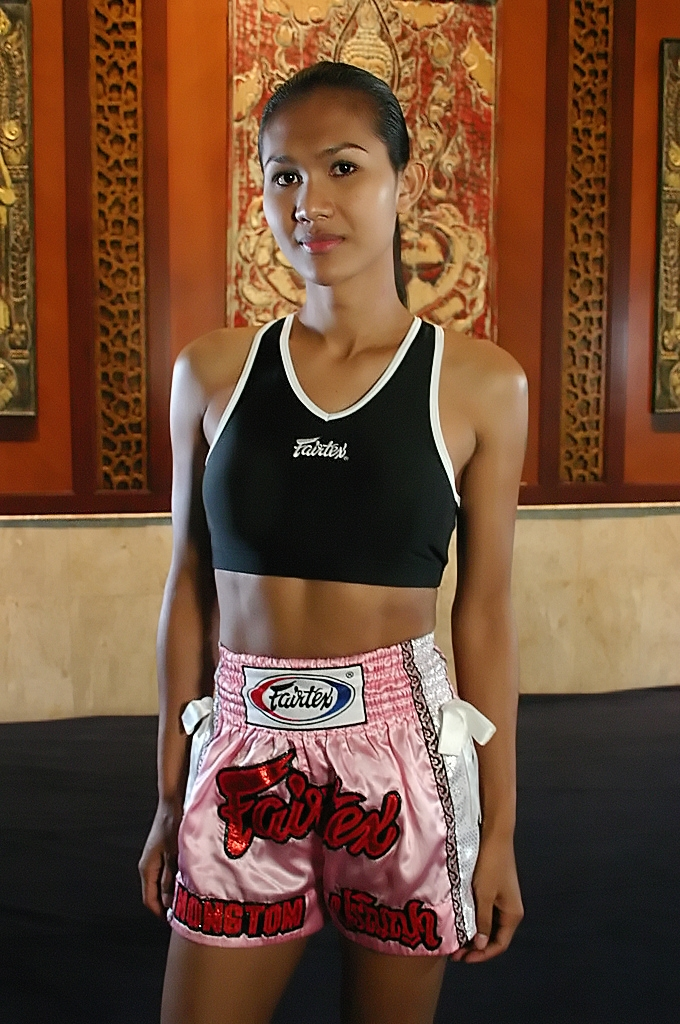
دختری زیبا (ترا جنسیتی)

مشارکت افراد تراجنسیتی و تراجنسی در ورزش‌های رقابتی موضوعی بحث‌برانگیز است، به ویژه در مورد ورزشکارانی که بلوغ جنسی مردانه را پشت سر گذاشته‌اند، در ورزش زنان موفقیت بیشتری کسب کنند یا موجب افزایش ریسک آسیب دیدگی در رقبای زن هم‌سوجنسی خود شوند.
مقاومت در برابر زنان ترنس که در ورزش‌های زنان شرکت می‌کنند به‌طور کلی بر ویژگی‌های فیزیولوژیکی مانند قد و وزن یا معیارهای عملکردی مانند سرعت و قدرت متمرکز است - و اینکه آیا سرکوب تستوسترون مداوم می‌تواند به اندازه کافی از مزایای طبیعی خصوصیات بدن مردان در یک ورزش زنان بکاهد.
مقررات دسترسی ایجاب می‌کند که ورزشکاران تراجنسیتی با ورزشکارانی رقابت کنند که جنسیتشان مشابه آنی است که در هنگام تولد به ورزشکاران ترنس اختصاص داده شده و این ورزشکاران نیاز به آزمایش تأیید جنسیت دارند. طرفداران چنین مقرراتی آنها را برای اطمینان از رقابت عادلانه ضروری می‌دانند، در حالی که مخالفان آنها را تبعیض آمیز می‌دانند.

## تاریخچه ورزشکاران تراجنسی در مسابقات
از نظر تاریخی ورزش به عنوان یک حوزه مردانه دیده می‌شود. ادراک مردانه از ورزش ابتدا با اوج‌گیری ورزش زنان تعدیل شد و با پذیرش تدریجی ورزشکاران همجنسگرای بیشتر به چالش کشیده شد. سومین گزار از سنت با ظهور ورزشکاران تراجنسیتی رخ داد، بسیاری از آنها هنجارهای جنسیتی دوتایی زن و مرد را که از نظر فرهنگی پذیرفته شده‌اند به چالش می‌کشند.

## تستوسترون، توانایی ورزشی و خطرات آسیب دیدگی
بحث در جریانی در مورد تأثیر تفاوت‌های جنسی بیولوژیکی در انسان بر توانایی‌های ورزشی وجود دارد. افرادی که مخالف رقابت زنان تراجنسیتی در ورزش زنان هستند می‌گویند به دلیل بالاتر بودن سطح تستوسترون و توزیع متفاوت ماهیچه‌ها و چربی ها، به آنها مزیت ناعادلانه ای نسبت به زنان هم سو جنسی می‌دهد. تستوسترون بسیاری از عملکردهای مختلف بدن را تنظیم می‌کند، از جمله حفظ توده استخوان و عضله. همچنین استدلال می‌شود که ورزشکارانی که پس از بلوغ به زن تغییر جنسیت می‌دهند نسبت عضلات به چربی شان در مقایسه با ورزشکاران زن بیشتر خواهد بود. یک مطالعه در سپتامبر ۲۰۱۹ از مؤسسه کارولینسکا در استکهلم نشان داد که یک سال هورمون درمانی باعث کاهش حجم عضلانی در زنان تراجنسیتی می‌شود.
حتی پس از ۲۴ ماه سرکوب تستوسترون، حجم استخوان ممکن است تا بیش از ۱۲ سال حفظ شود. علاوه بر این، هیچ مطالعه ای نشان نداده با وجود سرکوب تستوسترون حتی پس از ۳ سال هورمون درمانی، تحلیل عضله بیش از ۱۲٪ باشد. مذکرها تقریباً ۴۰٪ حجم عضله بیشتری نسبت به مؤنث‌ها دارند، بنابراین زنان تراجنسی حتی با سرکوب تستوسترون، نسبت به مؤنث‌ها از نظر حجم عضله مزیت دارند. شاهد این مسئله این است که زنان تراجنسی از لحاظ حجم عضله بدن در ۱۰٪ بالای زنان هستند و قدرت چنگ زنی شان ۲۵٪ بیشتر از اکثر مؤنث‌ها است.
یک پیش‌نویس ۳۸ صفحه‌ای از کارگروه تراجنسیت فدراسیون جهانی راگبی در سال ۲۰۲۰ تأیید کرد که وقتی بازیکنی که بلوغ مردانه را گذرانده روی یک بازیکن راگبی زن هم‌سوجنسی تکل می‌رود بازیکن زن هم سوجنش در خطر آسیب بسیار بیشتری قرار دارد. این سند با استناد به تحقیقات اخیر مرور همتا شده یا نسخه پیش از انتشار نشان می‌دهد که زنان تراجنسی پس از مصرف دارو برای کاهش تستوسترون خود، «مزایای فیزیکی» قابل‌توجهی را نسبت به «زنان هم سوجنسی» حفظ می‌کنند و پس از سرکوب تستوسترون تنها دچار مقادیر اندکی کاهش قدرت بدون از دست دادن حجم استخوان یا حجم یا اندازه ماهیچه می‌شوند. این کارگروه محاسبه کرد که افزایش خطر آسیب برای بازیکنان معمولی با مشخصات مؤنث وقتی بازیکنان با مشخصات مذکر روی آنها تکل می‌روند بین ۲۰ و ۳۰ درصد است است و در موارد شدید وقتی بازیکنان به ترتیب به‌طور نامعمولی کوچک و بزرگ باشند. تا دوبرابر بیشتر می‌شوند.
در نتیجه، این سند پیشنهاد می‌کند که در غیاب شواهد قانع‌کننده مغایر این یافته‌ها، دستورالعمل‌های کمیته بین‌المللی المپیک در مورد حداقل ۱۲ ماه سرکوب تستوسترون در زمینه راگبی «مناسب مقصود» نیستند.
تحقیقی که در مجله پزشکی ورزشی بریتانیا منتشر شد پیشنهاد کرده‌است که درمان‌های دارویی ۱۲ ماهه برای زن تراجنسی که توسط اتحادیه بین‌المللی دوومیدانی و کمیته بین‌المللی المپیک پیشنهاد شده بودند به این دلیل که زنان تراجنسی حتی دو سال پس از درمان همچنان ۱۲ درصد سریع‌تر از افرادی که از نظر بیولوژیک زن هستند می‌دوند پس از دو سال درمان، کافی نیستند.
جوانا هارپر یک دونده، دانشمند، زن تراجنسی داده و فیزیکدان پزشکی در مرکز پزشکی پراویدنس پورتلند بود که به کمیته بین‌المللی المپیک مشورت داده بود. او استدلال می‌کند که استفاده از مکمل‌های استروژن و سدکننده‌های تسوسترون (یا جراحی تغییر جنسیت) باعث کاهش حجم ماهیچه و سلول‌های حامل اکسیژن خون می شوند و این سرعت، قدرت و استقامت را کاهش می‌دهد. بنا بر هاربر، هر ورزشکاری مزیت‌ها و ضعف‌هایی دارند. قد بلندتر یک زن تراجنسی که او ممکن است پیش از تغییر جنسیت کسب کرده باشد ممکن است در زمین بسکتبال مزیت باشند ولی احتمالاً برای یک ژیمناست یک ضعف است. اریک ویلین استاد یو سی ال ای و مشاور کمیسیون پزشکی آی او سی اظهار داشته: «۱۰ تا ۱۲ درصد تفاوت بین عملکرد ورزشی زن و مرد وجود دارد. نیاز داریم بر اساس معیارهایی دسته‌بندی کنیم که با عملکرد مرتبطند. وضعیت بسیار دشواری است که هیچ راه حل ساده ای ندارد.»